# Paolo Eleuteri Serpieri
Paolo Eleuteri Serpieri (* 29. února 1944, Benátky) je italský komiksový ilustrátor a spisovatel, nejvíce známý pro erotickou a sci-fi komiksovou sérii Druuna.

## Druuna
V roce 1985 publikoval Morgus Gravis první kapitolu ze ságy Druuna, která zachycuje realistickou kresbu obsahující násilí a sex. Na celém světě se prodalo přes jeden milión kopií. Anglické verze byly vydávány v časopisu Heavy Metal.

## Výbor z bibliografie
- Morbus Gravis (1985, Dargaud, ISBN 3-933187-69-9)
- Druuna (1987, Dargaud, ISBN 2-908406-63-2)
- Creatura (1990, Bagheera, ISBN 3-933187-71-0)
- Carnivora (1992, Bagheera, ISBN 3-933187-72-9)
- Mandragora (1995, Bagheera, ISBN 2-908406-32-2)
- Aphrodisia (1997, Bagheera, ISBN 2-908406-69-1)
- La Planète oubliée (2000, Bagheera, ISBN 2-908406-60-8)
- Clone (2003, Bagheera, ISBN 2-908406-72-1)